# 샤이엔 고
샤이엔 고(영어: Cheyenne Goh, 중국어 간체자: 吴琪雁, 정체자: 吳琪雁, 병음: Wú Qíyàn 우치옌[*], 1999년 3월 2일~)는 싱가포르의 쇼트트랙 선수이다. 싱가포르 역사상 처음으로 동계 올림픽에 참가한 선수이자 동남아시아 역사상 최초로 동계 올림픽 쇼트트랙에 참가한 선수이기도 하다.

## 경력
싱가포르 출신인 샤이엔 고는 4세 시절에 가족들과 함께 캐나다 앨버타주 에드먼턴으로 이주하여 스케이트를 배우기 시작했다. 샤이엔 고가 처음 스케이트를 접한 곳은 에드먼턴의 한 야외 스케이트장이었다. 당시 샤이엔 고는 어떠한 보조 장비도 마다하고 스케이트장에서 균형을 잡는데 도움을 주었고 스케이트를 타는데 성공했다.
샤이엔 고는 자신이 스케이트에 소질이 있다는 사실을 알고 스케이트를 계속해서 연습하기로 결심했다. 샤이엔 고는 처음에 아이스하키 선수로 활동하다 8년 만에 그만두고 2012년부터 쇼트트랙을 시작했다. 샤이엔 고는 1명의 남동생이 있는데 4세 차이가 나는 젊은 사이클 선수이다. 샤이엔 고는 2016년부터 대한민국의 전직 여자 쇼트트랙 선수이자 동계 올림픽 쇼트트랙 금메달리스트 출신인 전이경으로부터 사사받았다.
샤이엔 고는 캐나다 캘거리에서 열린 2016-17년 ISU 쇼트트랙 월드컵 여자 500m 경기에서 18위를 차지하면서 가장 높은 순위를 달성했다. 샤이엔 고는 2017년 2월에 일본 삿포로에서 열린 2017년 동계 아시안 게임에서 싱가포르 역사상 최초로 동계 아시안 게임에 출전한 여자 쇼트트랙 선수 선수가 되었다. 샤이엔 고는 여자 500m에서 11위, 여자 1000m에서 12위, 여자 1500m에서 13위를 각각 차지했다. 샤이엔 고는 2017년 3월에 네덜란드 로테르담에서 열린 세계 쇼트트랙 선수권 대회에서 처음으로 출전한 싱가포르의 여자 쇼트트랙 선수가 되었다. 샤이엔 고는 여자 500m에서 41위, 여자 1000m에서 45위, 여자 1500m에서 43위를 각각 차지했다.
샤이엔 고는 2017년 8월에 말레이시아 쿠알라룸푸르에서 열린 2017년 동남아시아 경기 대회에서 쇼트트랙 종목에 출전하여 은메달 2개, 동메달 1개를 획득했는데 은메달 2개는 여자 1000m·3000m 계주에서, 동메달 1개는 여자 500m에서 나왔다. 샤이엔 고는 2017년 11월에 중국 상하이에서 열린 2017-18년 ISU 쇼트트랙 월드컵 여자 1500m 경기에서 20위를 차지하면서 충분한 포인트를 획득했다.
샤이엔 고는 쇼트트랙 월드컵 4차 대회를 마친 상황에서 공개된 여자 쇼트트랙 1500m 랭킹에서 상위 36위를 기록하면서 싱가포르 선수로는 최초로 동계 올림픽 출전 자격을 획득했다. 또한 동남아시아 선수로는 최초로 동계 올림픽 쇼트트랙 출전 자격을 획득하는 영예를 안았다. 샤이엔 고는 여자 1500m 예선 경기에서 7조에 배정되었는데 초반에는 뒤지고 있다가 선두를 달리고 있던 다른 선수가 충돌하면서 3번째로 결승선을 통과했다. 하지만 경기가 끝난 이후에 심판들이 샤이엔 고보다 결승선을 통과했던 선수 1명에게 실격 판정을 내리면서 2위로 올라오게 된다. 준결승전 진출과 함께 144점을 획득한 샤이엔 고는 1차부터 4차 월드컵 대회까지 합계 146점을 기록하면서 동계 올림픽 출전의 토대를 마련하게 된다.
샤이엔 고는 대한민국 평창에서 열린 2018년 동계 올림픽에 참가하여 대회 개막식에서 싱가포르 선수단의 기수를 맡았다. 샤이엔 고는 2018년 2월 17일에 열린 여자 쇼트트랙 1500m 경기 예선에서 2분 36.971초로 5위를 기록하면서 준결승전 진출에 실패했다. 샤이엔 고는 필리핀에서 열린 2019년 동남아시아 경기 대회에서 쇼트트랙 종목에 출전하여 금메달 2개, 동메달 1개를 획득했는데 금메달 2개는 여자 500m·1000m에서, 동메달 1개는 여자 3000m 계주에서 각각 나왔다.

## 같이 보기
- 2018년 동계 올림픽 싱가포르 선수단